# 오영수문학상
오영수문학상은 울산 출신의 소설가 오영수의 문학정신을 기리기 위해 1993년 울산매일신문사에서 제정한 대한민국의 문학상이다. 2006년부터는 백일장과 심포지엄 등을 함께 개최하여 오영수문학제로 운영되고 있다.

## 역대 수상작
| 회     | 수상연도 | 작가   | 작품                                   |
| ------ | -------- | ------ | -------------------------------------- |
| 제1회  | 1993년   | 이동하 | 〈문 밖에서〉                          |
| 제2회  | 1994년   | 현기영 | 〈마지막 테우리〉                      |
| 제3회  | 1995년   | 송하춘 | 〈하백의 딸들〉〈험한 세상 다리 되어〉 |
| 제4회  | 1996년   | 오정희 | 〈구부러진 길 저쪽〉                   |
| 제5회  | 1997년   | 김문수 | 〈파문을 키운 모래 한 알〉             |
| 제6회  | 1998년   | 최일남 | 〈한 떨기 노스탤지어〉                 |
| 제7회  | 1999년   | 김원우 | 〈반풍토설초〉                         |
| 제8회  | 2000년   | 유재용 | 〈한여름 밤의 꿈〉                     |
| 제9회  | 2001년   | 송기원 | 〈폰개 성〉                            |
| 제10회 | 2002년   | 백시종 | 〈이과수〉                             |
| 제11회 | 2003년   | 방현석 | 〈존재의 형식〉                        |
| 제12회 | 2004년   | 공지영 | 〈섬-베를린 사람들 3〉                 |
| 제13회 | 2005년   | 성석제 | 〈잃어버린 인간〉                      |
| 제14회 | 2006년   | 신경숙 | 〈성문 앞 보리수〉                     |
| 제15회 | 2007년   | 권여선 | 〈약콩이 끓는 동안〉                   |
| 제16회 | 2008년   | 하성란 | 〈그 여름의 수사〉                     |
| 제17회 | 2009년   | 공선옥 | 〈명랑한 방길〉                        |
| 제18회 | 2010년   | 강동수 | 〈수도원 부근〉                        |
| 제19회 | 2011년   | 전성태 | 〈국화를 안고〉                        |
| 제20회 | 2012년   | 박민규 | 〈로드킬〉                             |
| 제21회 | 2013년   | 손홍규 | 〈배우가 된 노인〉                     |
| 제22회 | 2014년   | 표명희 | 〈심야의 소리.mp3〉                    |
| 제23회 | 2015년   | 이충호 | 〈기타 줄을 매다〉                     |
| 제24회 | 2016년   | 박금산 | 〈아내를 창밖으로 던져버린 사내〉      |
| 제25회 | 2017년   | 정찬   | 〈새의 시선〉                          |
| 제26회 | 2018년   | 김영하 | 〈오직 두 사람〉                       |
| 제27회 | 2019년   | 이승우 | 〈캉탕〉                               |
| 제28회 | 2020년   | 김인숙 | 〈그해 여름의 수기〉                   |

## 참조
1. ↑  “오영수문학상”. 두산백과.
2. ↑  “제15회 '오영수문학상'에 권여선씨”. 연합뉴스. 2007년 6월 21일. 2014년 8월 7일에 확인함.
3. ↑  "제22회 오영수문학상에 표명희씨" 《연합뉴스》2014년 5월 22일 작성. 2014년 9월 5일 확인.
4. ↑  "제23회 오영수문학상 수상자 이충호씨" 《연합뉴스》2015년 5월 20일 작성.
5. ↑  ‘제24회 오영수문학상’에 박금산씨 선정 《뉴스1》2016년 5월 9일 작성.
6. ↑  정찬 단편소설 '새의 시선' 제25회 오영수문학상 수상 《부산일보》2017년 6월 5일 작성.
7. ↑  제26회 오영수문학상 수상자에 김영하 작가 선정 《연합뉴스》2018년 3월 28일 작성.
8. ↑  제27회 오영수문학상에 소설가 이승우 《연합뉴스》2019년 4월 1일 작성.
9. ↑  제27회 오영수문학상에 소설가 이승우 《연합뉴스》2020년 4월 27일 작성.